# Gyula Rubinek

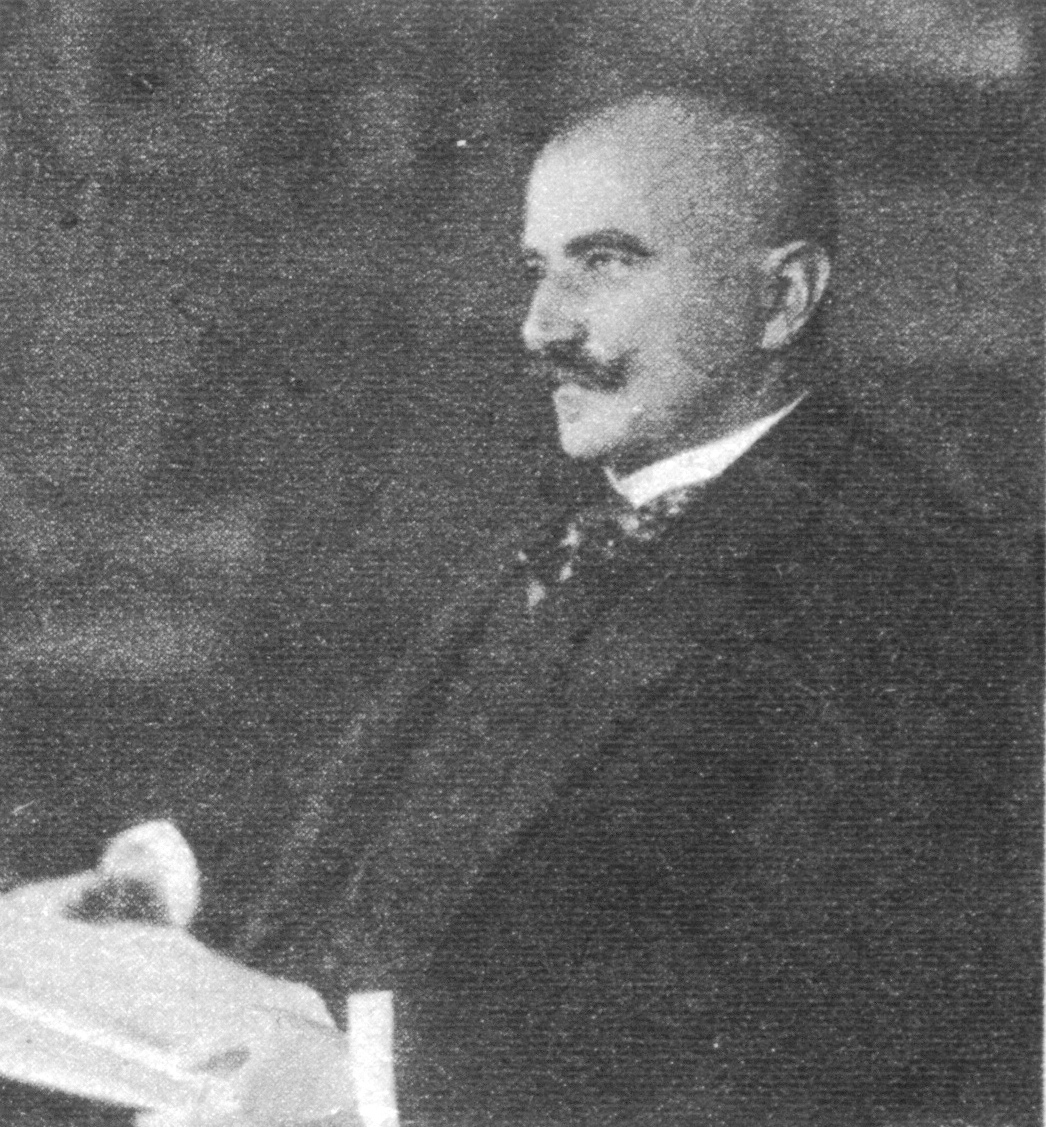
Gyula Rubinek

Gyula Rubinek von Zsitvabesenyő (* 10. September 1865 in Ohaj, Komitat Bars; † 8. Januar 1922 in Budapest) war ein ungarischer Politiker und Minister.

## Leben
Rubinek besuchte die Wirtschaftsakademie in Magyaróvár, deren Lehrgang er 1885 abschloss. Von 1901 bis 1906 war er als Mitglied der Liberalen Partei (Szabadelvű Párt) Reichstagsabgeordneter für den Wahlkreis Újarad im Komitat Temes und war anschließend Direktor des Ungarischen Landeswirtschaftsvereins (OMGE). Von 27. August 1919 bis 19. Juli 1920 war Rubinek in verschiedenen Kabinetten Landwirtschaftsminister, und von 19. Juli bis 16. Dezember 1920 Handelsminister im Kabinett von Pál Teleki. Ab 1921 war Rubinek Ehrenpräsident der Partei der Kleinlandwirte (ung. Kisgazda Párt).